# Середниково (Волоколамский район)
Середниково — деревня в Волоколамском районе Московской области России. Входит в состав сельского поселения Осташёвское. Население — 27 чел. (2010).

## География
Деревня Середниково расположена на западе Московской области, в юго-западной части Волоколамского района, примерно в 18 км к югу от города Волоколамска, на берегу Рузского водохранилища.
На территории зарегистрировано 2 садовых товарищества. Связана автобусным сообщением с районным центром и селом Карачарово. Ближайшие населённые пункты — деревни Титово, Жулино и Бражниково.

## Население
| 1852 | 1859 | 1926 | 2002 | 2006 | 2010 |
| ---- | ---- | ---- | ---- | ---- | ---- |
| 127  | ↘104 | ↘83  | ↘51  | ↘48  | ↘27  |

## История
В «Списке населённых мест» 1862 года Средниково — владельческое сельцо 2-го стана Можайского уезда Московской губернии по правую сторону Волоколамского тракта из города Можайска, в 40 верстах от уездного города, при реке Рузе, с 11 дворами и 104 жителями (56 мужчин, 48 женщин).
По данным 1890 года входило в состав Осташёвской волости Можайского уезда, число душ мужского пола составляло 43 человека.
В 1913 году — 14 дворов и усадьба Рукавишникова.
1917—1929 гг. — деревня Осташёвской волости Волоколамского уезда.
По материалам Всесоюзной переписи 1926 года — центр Середниковского сельсовета Осташёвской волости Волоколамского уезда, проживало 83 жителя (34 мужчины, 49 женщин), насчитывалось 18 крестьянских хозяйств.
С 1929 года — населённый пункт в составе Волоколамского района Московского округа Московской области. Постановлением ЦИК и СНК от 23 июля 1930 года округа как административно-территориальные единицы были ликвидированы.
1929—1939 гг. — деревня Бражниковского сельсовета Волоколамского района.
1939—1954 гг. — деревня Бражниковского сельсовета Осташёвского района.
1954—1957 гг. — деревня Осташёвского сельсовета Осташёвского района.
1957—1963 гг. — деревня Осташёвского сельсовета Волоколамского района.
1963—1964 гг. — деревня Осташёвского сельсовета Волоколамского укрупнённого сельского района.
1964—1965 гг. — деревня Тереховского сельсовета Волоколамского укрупнённого сельского района.
1965—1973 гг. — деревня Тереховского сельсовета Волоколамского района.
1973—1994 гг. — деревня Осташёвского сельсовета Волоколамского района.
В 1994 году Московской областной думой было утверждено положение о местном самоуправлении в Московской области, сельские советы как административно-территориальные единицы были преобразованы в сельские округа.
1994—2006 гг. — деревня Осташёвского сельского округа Волоколамского района.
С 2006 года — деревня сельского поселения Осташёвское Волоколамского муниципального района Московской области.